# سایوز (ماهواره‌بر)
سایوز (روسی: Союз، به معنی «اتحاد»، و با شاخص جی‌آرای‌یو 11A511) نام خانواده‌ای از موشک‌های ماهواره‌بر روسی و شوروی است که توسط OKB-1 توسعه یافته و توسط مرکز فضایی راکت پروگرس در سامارا، روسیه ساخته شده‌است. سایوز با بیش از ۱۹۰۰ پرواز از زمان آغاز به کار خود در سال ۱۹۶۶، تا سال ۲۰۲۱ پرمصرف‌ترین ماهواره‌بر در جهان است.
برای نزدیک به یک دهه، از آخرین پرواز شاتل فضایی در سال ۲۰۱۱ تا اولین مأموریت موشک فالکون ۹ اسپیس ایکس در سال ۲۰۲۰، موشک‌های سایوز تنها وسیله پرتابی بودند که قادر و مورد تأیید برای انتقال فضانوردان به ایستگاه فضایی بین‌المللی بودند.
ماهواره‌بر سایوز به عنوان پرتابگر برای فضاپیمای خدمه‌دار سایوز به عنوان بخشی از برنامه فضایی سایوز، و همچنین برای پرتاب فضاپیمای تدارکاتی بدون سرنشین پروگرس به ایستگاه فضایی بین‌المللی و برای پرتاب‌های تجاری که توسط Starsem و Arianespace به بازار عرضه شده و اداره می‌شوند، استفاده می‌شود. همه موشک‌های سایوز از پیشرانه RP-1 (سوختی شبیه به سوخت جت) و اکسیژن مایع (LOX) استفاده می‌کنند، به استثنای Soyuz-U2 که از سینتین، گونه‌ای از RP-1، همراه با LOX استفاده می‌کرد. خانواده سایوز زیر مجموعه‌ای از خانواده موشک‌های R-7 است.

## تاریخچه

### اسب بارکش فضایی
پرتابگر سایوز در سال ۱۹۶۶ معرفی شد که برگرفته از پرتابگر وستوک بود که خود بر اساس موشک بالستیک قاره‌پیمای 8K74 یا R-7a ساخته شد. این موشک در ابتدا یک راکت سه مرحله‌ای با مرحله بالایی بلاک ۱ بود. چهار پرتاب آزمایشی اول همه با شکست مواجه شدند، اما در نهایت موفق شدند. بعدها نوع دیگری از موشک تحت عنوان مولنیا از آن ساخته شد که با افزودن مرحله چهارم تولید شد و به آن اجازه داد تا به مدار بسیار بیضی شکل مولنیا برسد. گونه بعدی سایوز-یو بود.
تولید پرتابگرهای سایوز در اوایل دهه ۱۹۸۰ به اوج ۶۰ دستگاه در سال رسید. این پرتابگر فضایی با بیش از ۱۷۰۰ بار پرواز، بسیار بیشتر از هر موشک دیگری به فضا پرتاب شده‌است. با وجود قدمت بالا، شاید به لطف سادگی طراحی آن، این خانواده راکت به دلیل هزینه کم و قابلیت اطمینان بالا قابل توجه بوده‌است.

### سایوز / فرگات
در اوایل دهه ۱۹۹۰، برنامه‌هایی برای بازطراحی گونه ای پرتابگر سایوز با یک استیج بالایی فرگات طراحی شد. موتور فرگات توسط NPO Lavochkin از ماژول پیشرانه کاوشگرهای بین سیاره‌ای فوبوس ساخته شد. اگرچه این طرح توسط Roscosmos و وزارت دفاع روسیه در سال ۱۹۹۳ تأیید شد و «روس» را به عنوان روسی سازی و مدرن سازی سایوز معرفی کرد و بعداً به سایوز-۲ تغییر نام داد، کمبود بودجه مانع اجرای این طرح شد. شکل‌گیری شرکت Starsem در ژوئیه ۱۹۹۶ بودجه جدیدی را برای ایجاد یک نوع کمتر جاه طلبانه، با نام Soyuz-Fregat یا Soyuz-U/Fregat فراهم کرد. این طرح شامل یک Soyuz-U کمی اصلاح شده همراه با مرحله فوقانی فرگات، با ظرفیت حمل بار تا ۱۳۵۰ کیلوگرم تا مدار انتقالی زمین‌ایستا است.

## مونتاژ

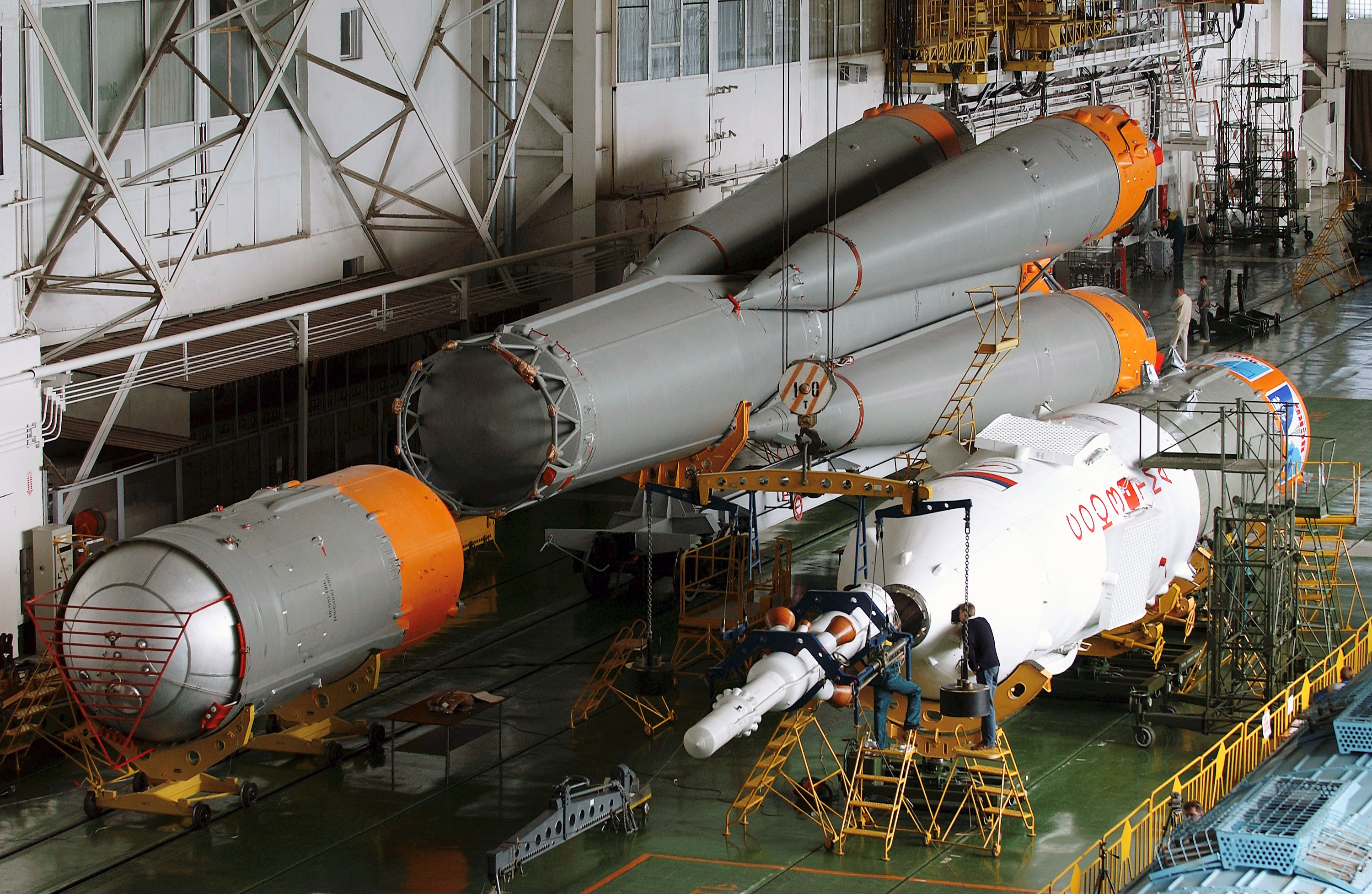
مونتاژ موشک سایوز: مراحل اول و دوم در پس زمینه هستند که قبلاً به هم متصل شده‌اند. مرحله سوم در گوشه سمت چپ پایین تصویر است. فضاپیمای سایوز که با پوشش پرتاب آن پوشیده شده‌است، در گوشه پایین سمت راست قرار دارد.

مونتاژ این موشک به صورت افقی در ساختمان مونتاژ و آزمایش، انجام می‌شود. موشک مونتاژ شده در حالت افقی به محل پرتاب منتقل شده و سپس برپا می‌شود. این روش با روش مونتاژ عمودی که به عنوان مثال در Saturn V استفاده می‌شود، متفاوت است و یکی از ویژگی‌هایی است که آماده‌سازی سایوز برای پرتاب را ارزان‌تر می‌کند. مونتاژ یک موشک با موقعیت افقی نسبتاً ساده است زیرا همه ماژول‌ها به راحتی قابل دسترسی هستند. مونتاژ موشک در موقعیت عمودی نیاز به یک آشیانه بلند ضد باد دارد که در زمان طراحی موشک، به دلیل اقتصاد شکست خورده اتحاد جماهیر شوروی، از نظر مالی امکان‌پذیر نبود.

## پیش راه‌اندازی

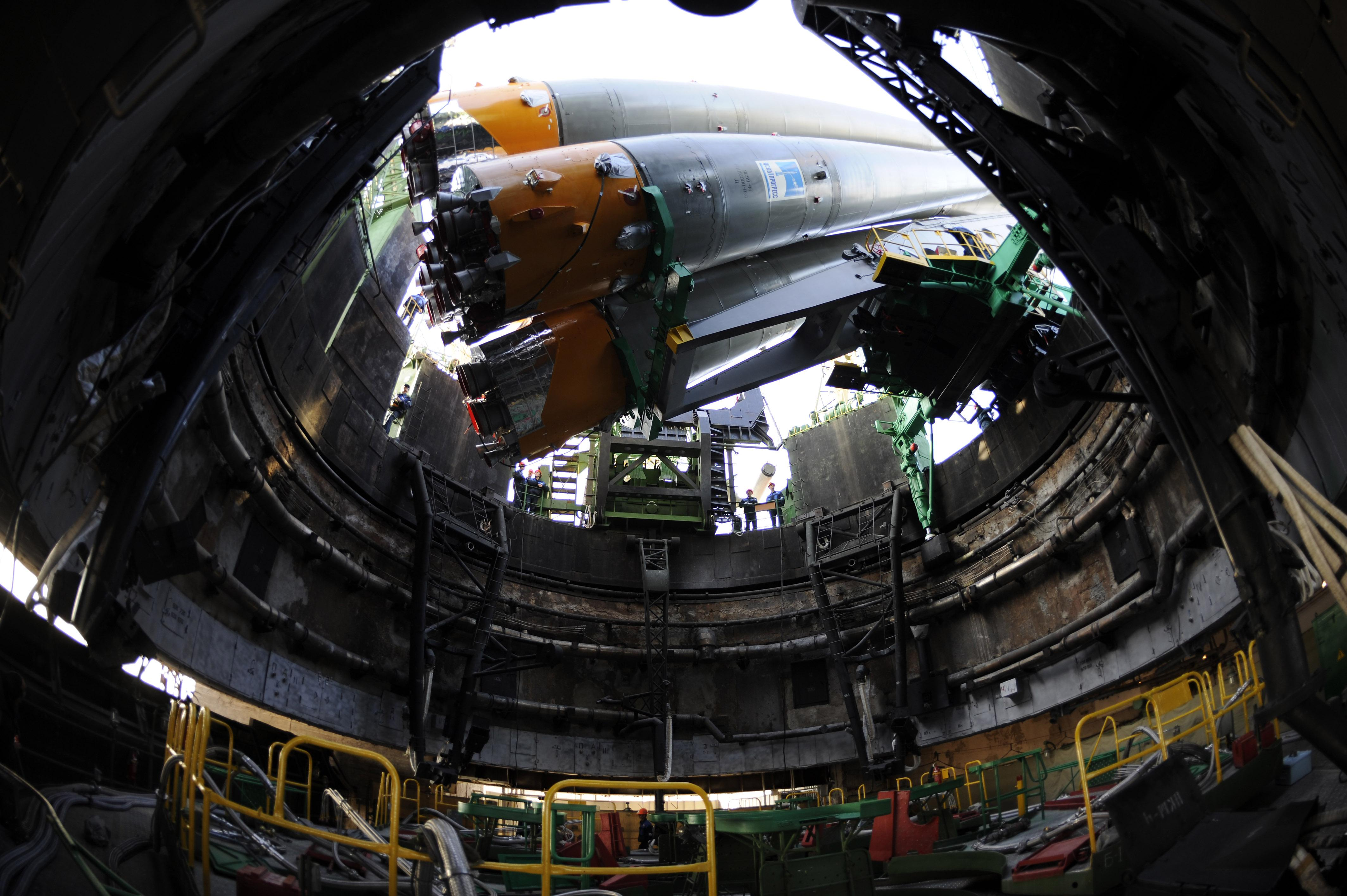
سایوز TMA-13 در سکوی پرتاب گاگارین استارت، ۱۰ اکتبر ۲۰۰۸ برپا شد.

کل موشک توسط مکانیسم‌های باربر روی بوسترهای اتصال-تسمه‌ای که به هسته مرکزی متصل می‌شوند، بر روی سیستم پرتاب معلق می‌شود. هسته مرکزی روی قسمت‌های دماغه بوسترهای اتصال-تسمه‌ای قرار دارد. این طرح شبیه شرایط پرواز است که در آن بوسترهای اتصال-تسمه‌ای، هسته مرکزی را به جلو می‌برند. مفهوم تعلیق موشک یکی از چیزهای جدیدی بود که با R-7/Soyuz معرفی شد.
از آنجایی که سکوی پرتاب حذف شده‌است، قسمت پایینی موشک پایین آمده‌است. خرپاهای سیستم پرتاب بار باد را تحمل می‌کنند. مقاومت در برابر باد شدید یکی از ویژگی‌های مهم سیستم پرتاب است، زیرا استپ قزاقستان، جایی که سایت پرتاب بایکونور در آن قرار دارد، با طوفان‌های باد شناخته می‌شود.

## پرتاب

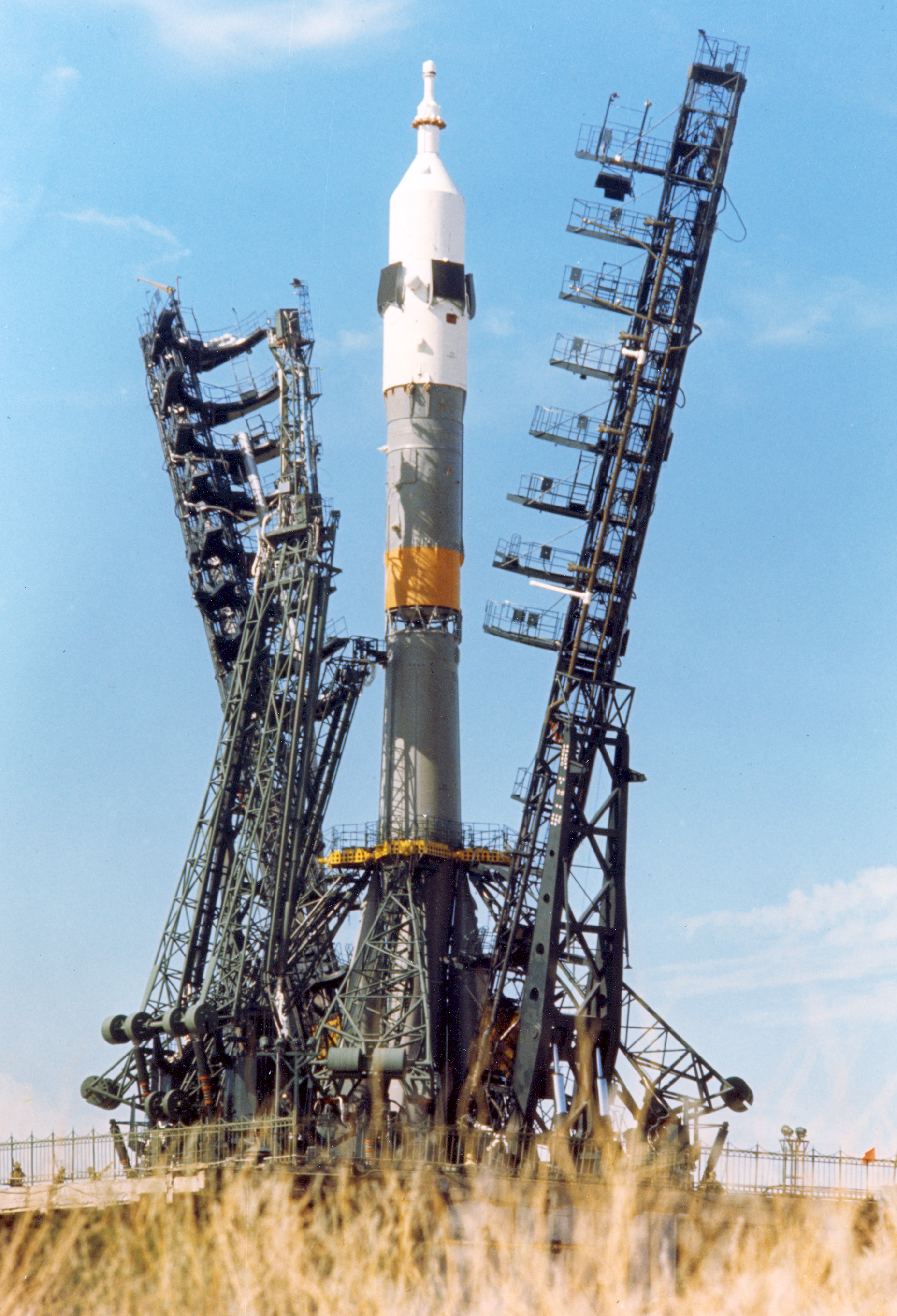
سایوز-یو روی سکوی پرتاب، پیش از پرتاب پروژه آزمایشی آپولو-سایوز (ASTP) در ۱۵ جولای ۱۹۷۵.

موتورها به‌وسیلهٔ مشعل‌های پایروتکنیک الکتریکی، که بر روی birch pole نصب شده‌اند، مشتعل می‌شوند که در حدود ۲۰ ثانیه، قبل از ورود اجزای سوخت به محفظه احتراق، مشتعل می‌شوند. این سلسله عملیات به دلیل سادگی به ندرت دچار مشکل می‌شود. در حین پرتاب، بوم‌های پشتیبانی حرکت موشک را دنبال می‌کنند. پس از بیرون آمدن سرهای پشتیبان از شکاف تکیه گاه ویژه در بخش‌های دماغه اتصال تسمه‌ای، بوم‌ها و خرپاها از بدنه موشک جدا می‌شوند و روی محورهای پشتیبانی می‌چرخند و راه را برای بلند شدن موشک آزاد می‌کنند. در طول پرتاب، موشک و تأسیسات پرتاب یک سیستم پویای واحد را تشکیل می‌دهند.
هنگامی که موتورهای بوسترهای اتصال-تسمه‌ای متوقف می‌شوند، بوسترها بدون ایجاد ضربه سقوط می‌کنند و از آن جدا می‌شوند. اگر آسمان صاف باشد، ناظران زمینی می‌توانند صلیب کورولف (Korolev cross) را ببینند که توسط بوسترهای در حال سقوط تشکیل شده‌است.